# Mossclone

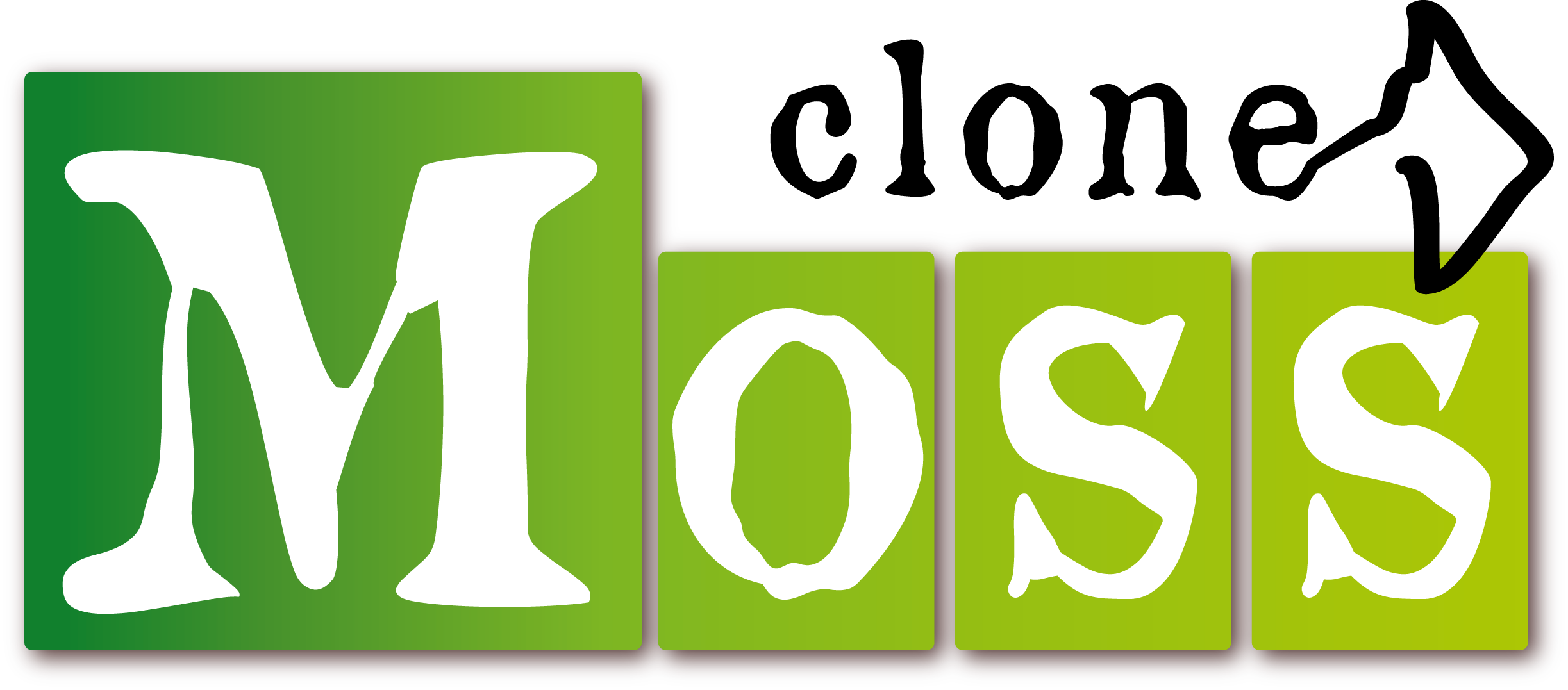
MOSSCLONE Logo

MOSSclone ist die Abkürzung eines Forschungskonsortiums für das europäische Projekt „Creating and testing a method for controlling the air quality based on a new biotechnological tool. Use of a devitalized moss clone as passive contaminant sensor“. Die beteiligten Wissenschaftler erforschen ein neues biotechnologisches Verfahren, um die Luftqualität mit Moosen zu überwachen, und testen dessen Anwendbarkeit. Das soll die bisherige Schadstoffüberwachung der Luft verbessern.
Das Projekt ist Teil des siebten Forschungsrahmenprogrammes (FRP) der Europäischen Kommission. Das Konsortium besteht aus fünf akademischen Partnern und fünf kleinen bis mittleren Betrieben aus Deutschland, Spanien, Frankreich, Italien und Irland. Das Projekt begann im April 2012; seine finanzielle Förderung sollte im März 2015 auslaufen.

## Ziel
Die Beteiligten wollen ein standardisiertes Verfahren zur Überwachung der Luftverschmutzung insbesondere durch Schwermetalle entwickeln, damit sie die Forderung an die stete Luftüberwachung seitens der Europäischen Union (EU) erfüllen. Hierbei sollen abgestorbene Moose als Bioindikator zum Einsatz kommen.

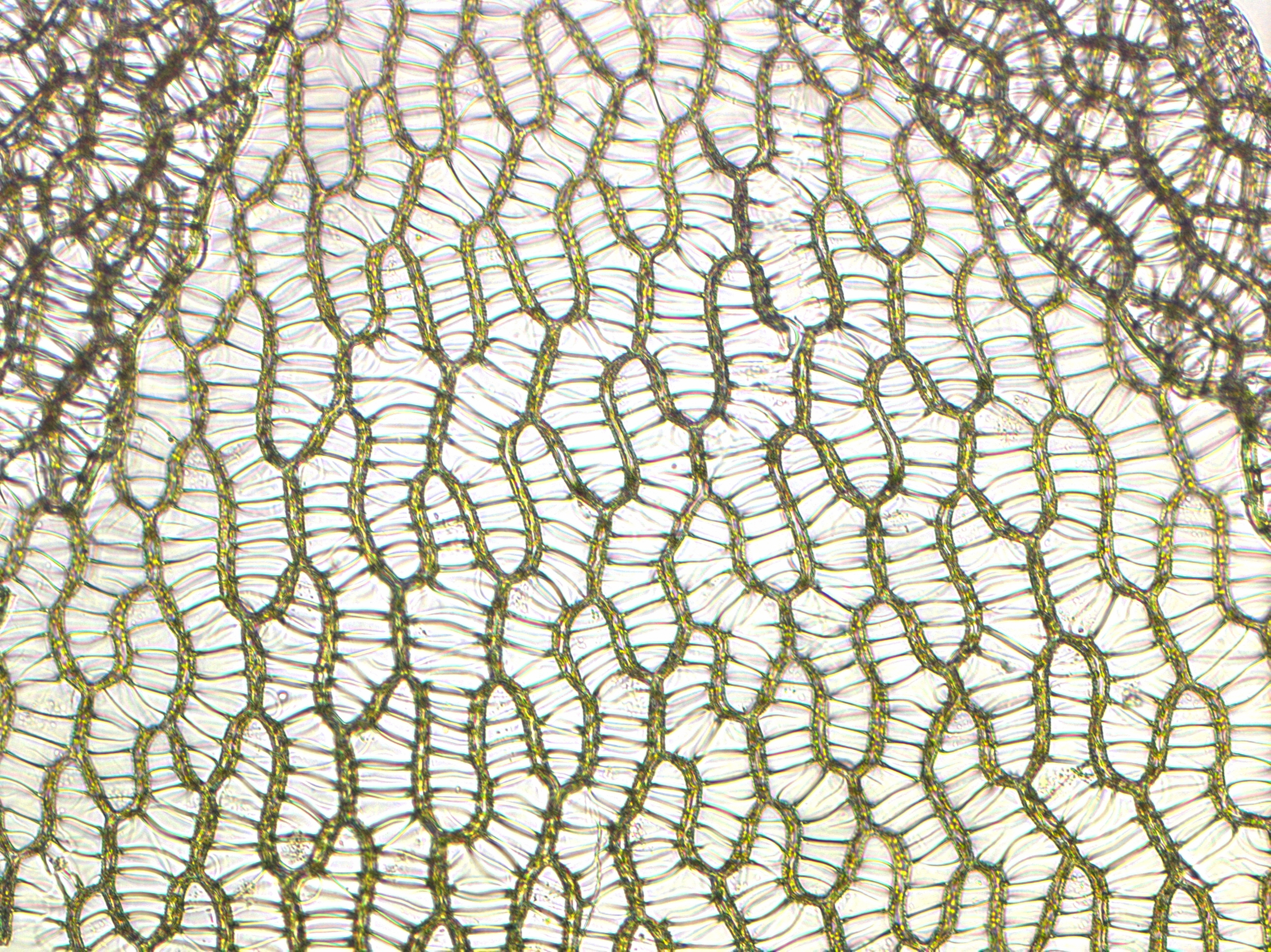
Zellen des Sphagnum-Mooses.

## Arbeitsschritte
Um das Forschungsprojekt erfolgreich abzuschließen, müssen die folgenden Teilschritte erzielt werden:
- Auswahl und Kultur eines Moos-Klons
- dessen molekulare, physikalische und chemische Charakterisierung
- Produktion der Moos-Beutel im großen Maßstab
- Vergleich der mit den Moos-Beuteln erhobenen Daten mit bisherigen Verfahren, um das neue Verfahren bewerten zu können
- Die Entwicklung eines Protokolls für den standardisierten Einsatz von Moos-Beuteln
- Eine Methode zu entwickeln, die es erlaubt, den Schwerpunkt der Schadstoffe zu identifizieren.

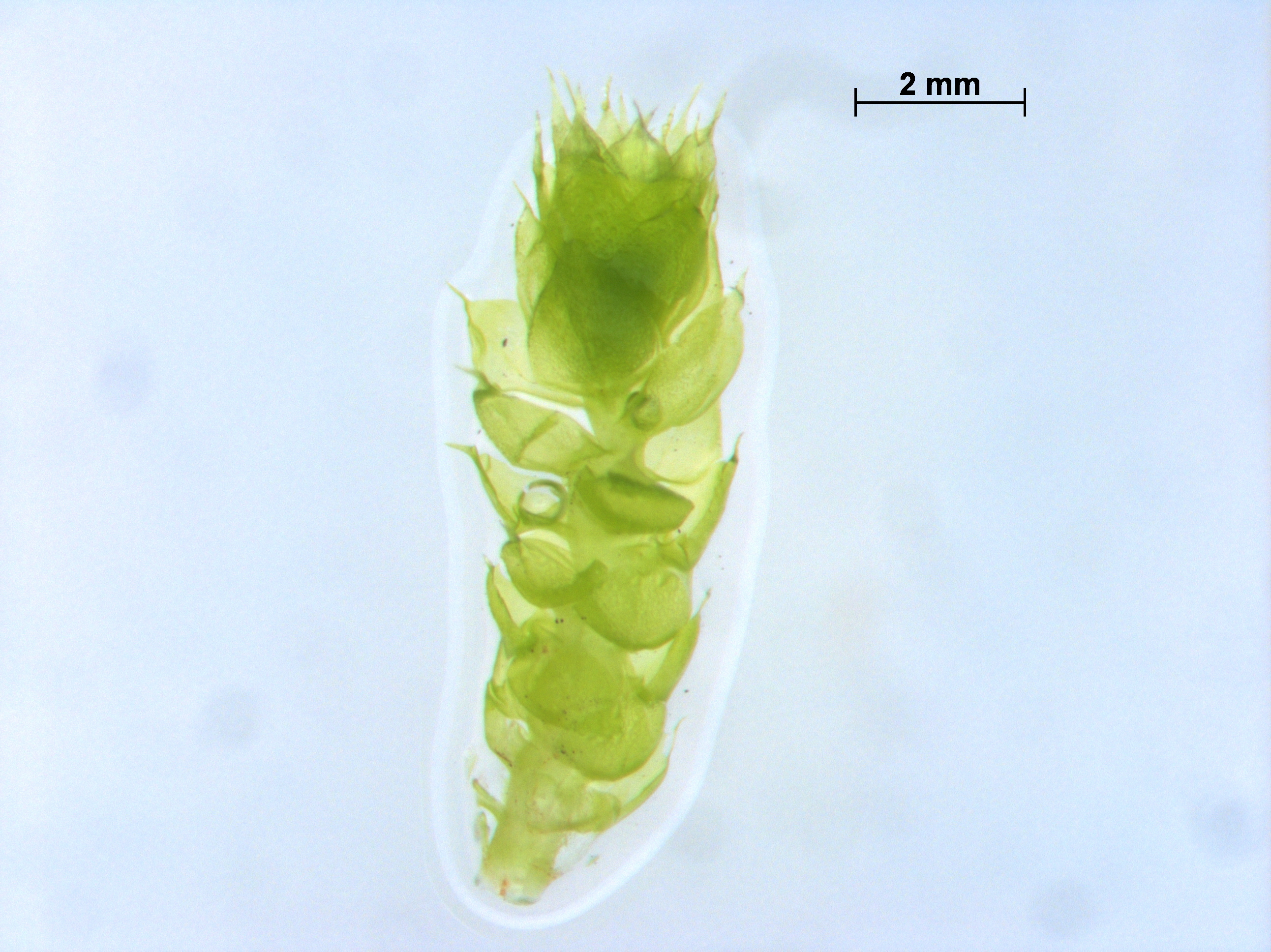
Junger Gametophyt: Geschlechtszellen bildende Moos-Pflanze.

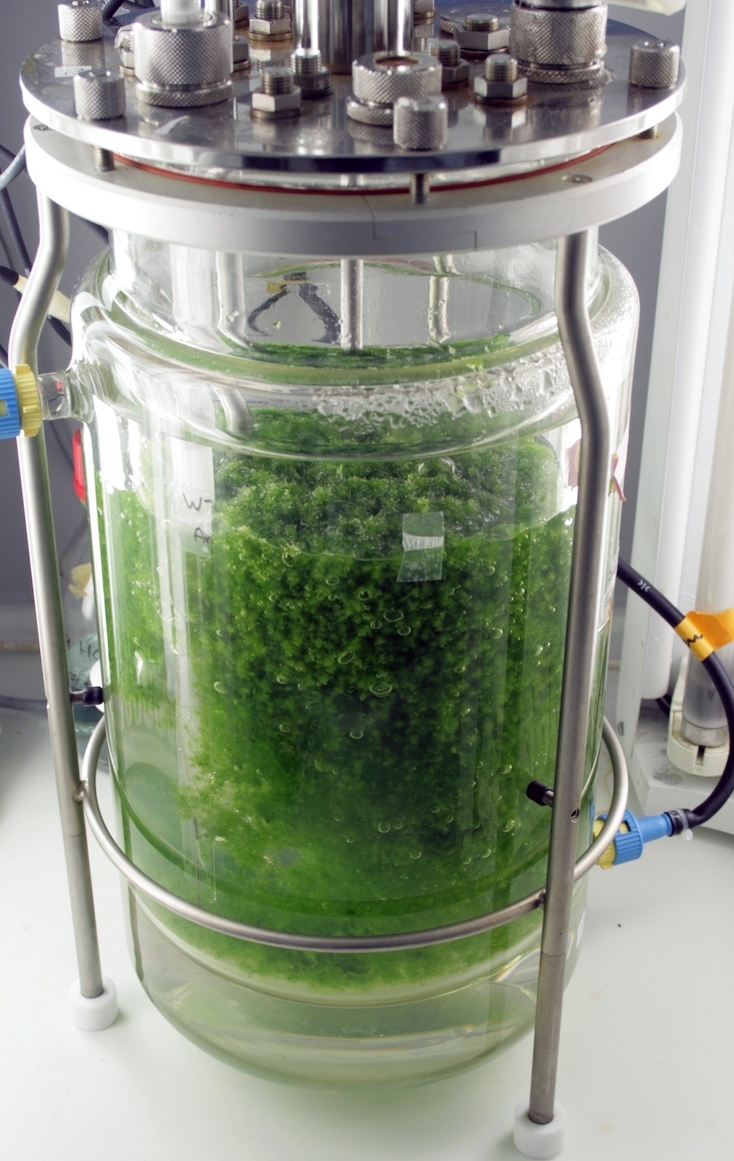
Das Torfmoos Sphagnum palustre wird in Bioreaktoren kultiviert.

## Beteiligte Forscher
- José Angel Fernández Escribano (Projekt Koordinator), Universidade de Santiago de Compostela (USC), Spanien
- Ralf Reski, Universität Freiburg, Deutschland[3]
- Simonetta Giordano, Analisi e Monitoraggio del Rischio Ambientale Scarl (AMRA), Italien
- Purificación López Mahía, University of A Coruña (UDC), Spanien
- Oleg Pokrovsky, Centre national de la recherche scientifique (CNRS), Frankreich
- Ana Isabel Rey Asensio, Biovía Consultor Ambiental (Biovía), Spanien
- Stefano Solmi, Orion SRL, Italien
- Mª del Carmen Villa Lojo, Tecno Ambiente (TecAmb), Spanien
- Mark Bowkett, TE Laboratories Ltd, Irland
- Lois Agrelo Hermo, Maderas Ornanda, Spanien

## Advisory Board
Das Programm und die Schritte des MOSSclone Projektes werden von einem wissenschaftlichen Team begleitet. Zu ihm gehören:
- Harald Zechmeister, Universität Wien, Österreich
- Javier Martinez-Abaigar, Universität de La Rioja, Spanien